# Javi Barral
Javier Barral García (Madrid, 30 de septiembre de 1981), más conocido futbolísticamente como Javi Barral, es un exfutbolista español. Jugaba habitualmente como lateral izquierdo, aunque también lo hizo como defensa central.

## Trayectoria
Javi Barral es un experimentado lateral zurdo que combina a la perfección la capacidad defensiva y ofensiva. Formado en el D.A.V. Santa Ana, posteriormente pasó por las categorías inferiores del Valencia C. F. y del Real Madrid. Posteriormente jugaría en el Alcorcón  y en el U.D. San Sebastián de los Reyes. Tras un breve paso por el filial del Levante U. D., regresa al Alcorcón, donde actuaría durante cuatro temporadas. En el verano de 2009 ficha por el Real Oviedo. La temporada siguiente ficha por el C.D. Guadalajara, equipo con el que logra un ascenso a la Liga Adelante. Días después de este ascenso, Javi Barral renueva su contrato con el equipo alcarreño.
Con el cuadro alcarreño juega durante dos temporadas en Segunda División. Es uno de los jugadores que disputa más minutos e incluso es nombrado capitán del equipo. En el verano de 2013 decide renovar su vinculación con el cuadro arriacense. Días después, tras confirmarse el descenso administrativo del club a Segunda División B, quedó liberado de su contrato y fichó por el C.E. Sabadell F.C.. El 19 de julio de 2014 ficha por el Club de Fútbol Fuenlabrada. El 1 de julio de 2015 fichó por el Deportivo Asociación de Vecinos Santa Ana donde se retiró en 2016.
Javi Barral es ingeniero industrial por la Universidad Politécnica de Madrid.

## Clubes
| Club                             | País   | Año       |
| -------------------------------- | ------ | --------- |
| Real Madrid "C"                  | España | 2002-2003 |
| A.D. Alcorcón                    | España | 2003-2004 |
| U. D. San Sebastián de los Reyes | España | 2004-2005 |
| Levante U. D. "B"                | España | 2005      |
| A. D. Alcorcón                   | España | 2005-2009 |
| Real Oviedo                      | España | 2009-2010 |
| C. D. Guadalajara                | España | 2010-2013 |
| C. E. Sabadell F. C.             | España | 2013–2014 |
| Club de Fútbol Fuenlabrada.      | España | 2014-2015 |
| DA Vecinos Santa Ana             | España | 2015-2016 |